# Euler (cráter)

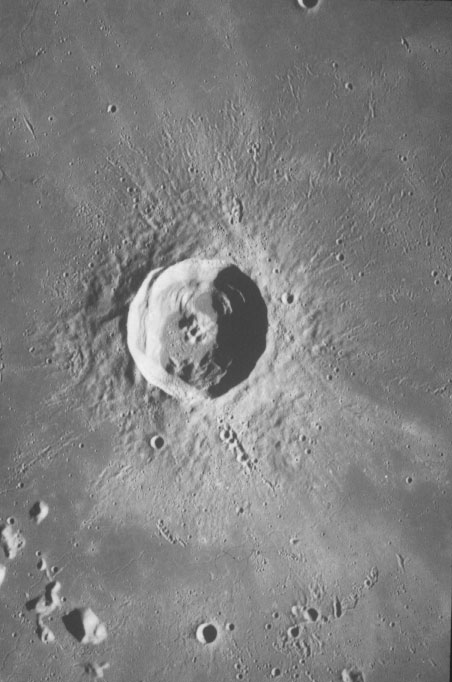
Imagen del cráter Euler desde el Apolo 17.

Euler es un cráter de impacto lunar localizado en la mitad sur del Mare Imbrium. El elemento cercano más notable es el Mons Vinogradov sito a su lado oeste-suroeste. Un grupo de crestas bajas se sitúa al suroeste de Euler; esta formación incluye el cráter pequeño Natasha y el minúsculo Jehan. Aproximadamente a unos 200 kilómetros hacia el este-noreste se encuentra el cráter Lambert, de un tamaño comparable a Euler.
|  |
|  |

El brocal de Euler está rodeado por una muralla baja, y contiene algunas gradas pequeñas producto del desplome característico de la superficie de la irregular pared interior. En medio de la plataforma interior se localiza una pequeña cumbre central de poca altura, formada por la dinámica subsiguiente al impacto. El cráter tiene un sistema menor de rayos que se extiende a una distancia de 200 kilómetros.

## Cráteres satélite
Por convención estos elementos son identificados en los mapas lunares poniendo la letra en el lado del punto medio del cráter que está más cerca de Euler.
|       | \| Euler \| Coordenadas \| Diámetro \| \| ----- \| ----------------------------- \| -------- \| \| E \| 24°42′N 34°00′O / 24.7, -34.0 \| 6 km \| \| F \| 21°12′N 27°54′O / 21.2, -27.9 \| 6 km \| \| G \| 20°42′N 27°24′O / 20.7, -27.4 \| 4 km \| \| H \| 25°18′N 28°36′O / 25.3, -28.6 \| 4 km \| \| J \| 22°18′N 31°30′O / 22.3, -31.5 \| 4 km \| \| L \| 21°24′N 28°54′O / 21.4, -28.9 \| 4 km \| |          |
| Euler | Coordenadas | Diámetro |
| E     | 24°42′N 34°00′O / 24.7, -34.0 | 6 km     |
| F     | 21°12′N 27°54′O / 21.2, -27.9 | 6 km     |
| G     | 20°42′N 27°24′O / 20.7, -27.4 | 4 km     |
| H     | 25°18′N 28°36′O / 25.3, -28.6 | 4 km     |
| J     | 22°18′N 31°30′O / 22.3, -31.5 | 4 km     |
| L     | 21°24′N 28°54′O / 21.4, -28.9 | 4 km     |

Los cráteres siguientes han sido rebautizados por la IAU:
- Euler K — Véase Jehan.
- Euler P — Véase Natasha.